# 我永远也不会再战斗了
《我永远也不会再战斗了》（英語：I Will Fight No More Forever）是1975年的一部电影，由詹姆斯·惠特莫尔扮演奥利弗·奥·霍华德将军，内德·罗梅罗扮演山雷酋长。该片展现了山雷酋长抵抗美国政府强迫他的内兹珀斯印第安人部落迁移到爱达荷的一个保留区。

## 剧情
故事设定在1877年，跟随着山雷酋长而展开。山雷酋长生活在爱达荷与俄勒冈的边界地区，是内兹珀斯人部落的领袖。随着尤利西斯·辛·格兰特总统允许白人拓荒者来到爱达荷和俄勒冈这两片领地，内兹珀斯族原住民反击白人拓荒者并抗拒格兰特叫他们离开他们的故土的命令。随后，由奥利弗·霍华德将军（南北战争老兵）指挥的美军被派出赶走这个部落，从而引发战争。白人（士兵与拓荒者们）与部落成员们之间的战斗加剧，导致了山雷试图逃到加拿大，但是事实上，他害怕与一支棘手的敌军进行一场长久而高代价的战斗。在战争前夕，为了给一名被谋杀的部落成员复仇，另一名部落成员杀死了一名白人男子。山雷便对他说：“你完成了你的复仇。现在白人将会来完成他们的了。”

## 演员
- 詹姆斯·惠特莫尔饰奥利弗·奥·霍华德将军
- 内德·罗梅罗（英语：Ned Romero）饰山雷酋长
- 山姆·埃利奥特饰伍德（英语：Charles Erskine Scott Wood）上尉
- 约翰·考夫曼（John Kauffman）饰岸边渡口（Wahlitits "Shore Crossing"）
- 埃米利奥·德尔加多（英语：Emilio Delgado）饰阿蛙（英语：Ollokot）
- 尼克·雷默斯（英语：Nick Ramus）饰彩虹（Wahchumyus "Rainbow"）
- 琳达·雷德费恩（Linda Redfearn）饰阿春（Toma Alwawonmi "Springtime"）
- 弗兰克·萨尔塞多（英语：Frank Salsedo）饰白鸟（英语：White Bird）
- 文斯·圣西尔（Vince St. Cyr）饰玻璃镜（英语：Looking Glass (Native American leader)）酋长
- 德尔罗伊·怀特（Delroy White）饰吉本（英语：John Gibbon）上校
- 兰斯·胡尔（Lance Hool）饰贾尔斯（Giles）中士
- 查尔斯·因凡特（Charles Ynfante）饰黄狼（英语：Yellow Wolf）

## 获奖与提名
杰布·罗斯布鲁克与西奥多·斯特劳斯被提名黄金时段艾美奖原创电视剧戏剧类或喜剧类特别节目最佳编剧奖。罗伯特·K·兰伯特收到的提名则是黄金时段艾美奖特别娱乐节目胶片剪辑最佳成就奖。